# Full Alert (Stargate SG-1)
Full Alert (Alerta total en español) es el episodio n.º 168 de la serie Stargate SG-1 y n.º 14 de su octava temporada. La acción se desarrolla no solo en Estados Unidos, en la base Stargate, sino también en Rusia.

## Resumen
Al regresar a su casa el General Jack O'Neill encuentra allí al exvicepresidente Robert Kinsey quien le ofrece ayuda a acabar con el Trust (episodio Endgame).
Kinsey anteriormente estaba trabajando para el Trust hasta que la Casa Blanca lo obligó a renunciar. Ahora el Trust quiere que Kinsey concierte una reunión con el General Miroslav Kiselev, el ministro de defensa ruso, para iniciar una guerra entre los Estados Unidos y Rusia.
O'Neill decide proteger a Kinsey. Le permiten reunirse con el Trust cableándolo anteriormente con su coche. Le siguen hasta el lugar de encuentro sin dejar de vigilarlo por los micrófonos que lleva puestos Kinsey en su cuerpo. Pero los agentes del Trust usando su avanzada tecnología desaparecen con Kinsey.
O'Neill envía a Teal'c al Prometeo y a Daniel a Moscú para averiguar lo que pasa. Una soldado rusa, la capitán Daria Voronkova, le organiza un encuentro con el General Kiselev. Yendo al lugar de encuentro con el general, Daniel está capturado por el ejército ruso y llevado para una interrogación. En la base militar rusa ve en un monitor a Kinsey: le brillan los ojos, lo que significa que es un Goa'uld.
Rusia entra en estado de alerta máxima. Los rusos sospechan que los altos mandos americanos están poseídos por los Goa'uld. Demandan hacerles a todos (incluso al presidente americano) pruebas para comprobar si son humanos.
Carter tiene una teoría que el que está poseído por los alienígenas es el Trust. Kinsey no iba a matar a Kiselev sino al Presidente ruso Mikhailov.
Daniel va a encontrarse con Kinsey con esperanza de que pueda conseguir que él le revele el plan de los Goa'uld. Va allí con la capitán Voronkova, una vez estando en la celda con el prisionero, les interrumpen unos soldados rusos. Sin embargo, Daniel logra teletransportarse con Kinsey al Prometeo. Mientras tanto los agentes del Trust dejan de ocultar su nave espacial e inician ataque contra el Prometeo para eliminar a Kinsey. Kinsey mata a sus guardias y va a través de los anillos de los Antiguos a Al'kesh. Allí mata a un agente del Trust Jennings (quien es al mismo tiempo un Goa'uld) compliendo su venganza, se hace con su dispositivo de muñeca y huye. El agente del Trust (y también un Goa'uld) tras averiguar la muerte de su compañero y la desaparición de Kinsey vuelve a atacar a la nave terrícola.
Mientras tanto en la Tierra la guerra está a punto de estallar. El General O'Neill intenta convencer por el teléfono al Presidente Mikhailov de que no son poseídos. De repente pierden conexión telefónica. O'Neill está a punto de ordenar la defensa ante los rusos, pero en el último segundo los rusos se retiran. La alerta se acaba.

## Reparto

### Reparto regular
- Richard Dean Anderson como el General Jack O'Neill,
- Amanda Tapping como la Teniente Coronel Samantha Carter,
- Christopher Judge como Teal'c,
- Michael Shanks como el Doctor Daniel Jackson.

### Actores invitados
- Ronny Cox como Robert Kinsey,
- Garry Chalk como el Coronel Chekov,
- Francoise Robertson como la capitán Daria Voronkova,
- Barclay Hope como el Coronel Pendergast,
- Mike Dopud como el Coronel Chernovshev,
- Chelah Horsdal como 'un oficial del Prometeo,
- Gary Jones como el Sargento Harriman,
- Lucas Wolf como Jennings,
- Allan Gray como Kent,
- Hiro Kanagawa como Wayne,
- Joey Aresco como Parker,
- Dmitry Chepovetsky como un soldado ruso.